# 哈特兰角灯塔
哈特兰角灯塔（Hartland Point Lighthouse）是位于英格兰德文郡哈特兰角的一座二级登錄建築。該燈塔由詹姆斯·道格拉斯爵士设计，1873年11月在驻地工程师亨利·诺里斯的监督下开始施工。